# Lista siturilor arheologice din județul Călărași - O
Lista siturilor arheologice din județul Călărași - O conține toate siturile arheologice din județul Călărași înscrise în Repertoriul Arheologic Național (RAN) și aflate în localități al căror nume începe cu litera O. RAN este administrat de Ministerul Culturii și Patrimoniului Național și cuprinde date științifice, cartografice, topografice, imagini și planuri, precum și orice alte informații privitoare la zonele cu potențial arheologic, studiate sau nu, încă existente sau dispărute.
Puteți căuta un sit din localitățile care încep cu litera O folosind formularul de mai jos sau puteți naviga prin toate siturile din județ la Lista siturilor arheologice din județul Călărași.
| Cod RAN                                | Denumire | Localitate                        | Adresă                        | Datare                               | Descoperit                           | Coordonate                                    | Imagine           | Erori            |
| -------------------------------------- | --- | --------------------------------- | ----------------------------- | ------------------------------------ | ------------------------------------ | --------------------------------------------- | ----------------- | ---------------- |
| 100629.01.01                           | Așezarea Gumelnița de la Oltenița - "Măgura Gumelnița" / ansamblu anonim (Categorie: locuire civilă) (Tip: Așezare)                                 | municipiul Oltenița               | Măgura Gumelnița              | Gumelnița                            |                                      | 44°07′50″N 26°40′09″E / 44.13055°N 26.66917°E | Încărcați imagine | Raportați eroare |
| 100629.02.01 (Cod LMI: CL-I-s-B-14564) | Necropola eneolitică de la Oltenița-Valea Mare / ansamblu anonim (Categorie: locuire civilă) (Tip: Necropolă de inhumație)                          | municipiul Oltenița               | Valea Mare                    | Gumelnița                            |                                      | 44°07′20″N 26°39′49″E / 44.12222°N 26.66361°E | Încărcați imagine | Raportați eroare |
| 100629.02.02 (Cod LMI: CL-I-s-B-14564) | Necropola eneolitică de la Oltenița-Valea Mare / ansamblu anonim (Categorie: locuire civilă) (Tip: necropola)                                       | municipiul Oltenița               | Valea Mare                    | Cernavodă II                         |                                      | 44°07′20″N 26°39′49″E / 44.12222°N 26.66361°E | Încărcați imagine | Raportați eroare |
| 100629.03.01 (Cod LMI: CL-I-s-B-14565) | Situl arheologic de la Oltenița - "Coada lupului" / ansamblu anonim (Categorie: locuire civilă) (Tip: Așezare)                                      | municipiul Oltenița               | Coada lupului                 | Boian - Vidra                        |                                      | 44°07′26″N 26°38′40″E / 44.12389°N 26.64444°E | Încărcați imagine | Raportați eroare |
| 100629.03.02 (Cod LMI: CL-I-s-B-14565) | Situl arheologic de la Oltenița - "Coada lupului" / ansamblu anonim (Categorie: locuire civilă) (Tip: Locuire)                                      | municipiul Oltenița               | Coada lupului                 | Basarabi                             |                                      | 44°07′26″N 26°38′40″E / 44.12389°N 26.64444°E | Încărcați imagine | Raportați eroare |
| 100629.03.03 (Cod LMI: CL-I-s-B-14565) | Situl arheologic de la Oltenița - "Coada lupului" / ansamblu anonim (Categorie: locuire civilă) (Tip: Așezare)                                      | municipiul Oltenița               | Coada lupului                 | getică sec. II-I a.Chr.              |                                      | 44°07′26″N 26°38′40″E / 44.12389°N 26.64444°E | Încărcați imagine | Raportați eroare |
| 100629.03.04 (Cod LMI: CL-I-s-B-14565) | Situl arheologic de la Oltenița - "Coada lupului" / ansamblu anonim (Categorie: locuire civilă) (Tip: necropola)                                    | municipiul Oltenița               | Coada lupului                 | sarmatică sec. II - III              |                                      | 44°07′26″N 26°38′40″E / 44.12389°N 26.64444°E | Încărcați imagine | Raportați eroare |
| 100629.03.05 (Cod LMI: CL-I-s-B-14565) | Situl arheologic de la Oltenița - "Coada lupului" / ansamblu anonim (Categorie: locuire civilă) (Tip: așezare)                                      | municipiul Oltenița               | Coada lupului                 | Gumelnița                            |                                      | 44°07′26″N 26°38′40″E / 44.12389°N 26.64444°E | Încărcați imagine | Raportați eroare |
| 100629.03.06 (Cod LMI: CL-I-s-B-14565) | Situl arheologic de la Oltenița - "Coada lupului" / ansamblu anonim (Categorie: locuire civilă) (Tip: Locuire)                                      | municipiul Oltenița               | Coada lupului                 |                                      |                                      | 44°07′26″N 26°38′40″E / 44.12389°N 26.64444°E | Încărcați imagine | Raportați eroare |
| 100629.03.07 (Cod LMI: CL-I-s-B-14565) | Situl arheologic de la Oltenița - "Coada lupului" / ansamblu anonim (Categorie: locuire civilă) (Tip: așezare)                                      | municipiul Oltenița               | Coada lupului                 | Dridu                                |                                      | 44°07′26″N 26°38′40″E / 44.12389°N 26.64444°E | Încărcați imagine | Raportați eroare |
| 100629.04.01 (Cod LMI: CL-I-s-B-14566) | Situl arheologic de la Oltenița - "Renie" / ansamblu anonim (Categorie: locuire civilă) (Tip: Așezare)                                              | municipiul Oltenița               | Renie                         | Cernavodă I                          |                                      | 44°07′27″N 26°38′13″E / 44.12428°N 26.63694°E | Încărcați imagine | Raportați eroare |
| 100629.04.02 (Cod LMI: CL-I-s-B-14566) | Situl arheologic de la Oltenița - "Renie" / ansamblu anonim (Categorie: locuire civilă) (Tip: necropola)                                            | municipiul Oltenița               | Renie                         | sarmatică                            |                                      | 44°07′27″N 26°38′13″E / 44.12428°N 26.63694°E | Încărcați imagine | Raportați eroare |
| 100629.04.03 (Cod LMI: CL-I-s-B-14566) | Situl arheologic de la Oltenița - "Renie" / ansamblu anonim (Categorie: locuire civilă) (Tip: Locuire)                                              | municipiul Oltenița               | Renie                         | Basarabi                             |                                      | 44°07′27″N 26°38′13″E / 44.12428°N 26.63694°E | Încărcați imagine | Raportați eroare |
| 100629.04.04 (Cod LMI: CL-I-s-B-14566) | Situl arheologic de la Oltenița - "Renie" / ansamblu anonim (Categorie: locuire civilă) (Tip: Locuire)                                              | municipiul Oltenița               | Renie                         | Dridu                                |                                      | 44°07′27″N 26°38′13″E / 44.12428°N 26.63694°E | Încărcați imagine | Raportați eroare |
| 100629.04.05 (Cod LMI: CL-I-s-B-14566) | Situl arheologic de la Oltenița - "Renie" / ansamblu anonim (Categorie: locuire civilă) (Tip: Locuire)                                              | municipiul Oltenița               | Renie                         |                                      |                                      | 44°07′27″N 26°38′13″E / 44.12428°N 26.63694°E | Încărcați imagine | Raportați eroare |
| 100629.04.06 (Cod LMI: CL-I-s-B-14566) | Situl arheologic de la Oltenița - "Renie" / ansamblu anonim (Categorie: locuire civilă) (Tip: necropola)                                            | municipiul Oltenița               | Renie                         | sec. XVII                            |                                      | 44°07′27″N 26°38′13″E / 44.12428°N 26.63694°E | Încărcați imagine | Raportați eroare |
| 105749.01.02                           | Situl arheologic de la Ostrovu-"Valea Căpitanului" / ansamblu anonim (Categorie: locuire civilă) (Tip: Așezare)                                     | sat Ostrovu, comuna Valea Argovei | Valea Căpitanului             | Coslogeni                            | Done Șerbănescu, George Trohani 1972 | 44°19′34″N 26°47′49″E / 44.32611°N 26.79685°E | Încărcați imagine | Raportați eroare |
| 105749.01.03                           | Situl arheologic de la Ostrovu-"Valea Căpitanului" / ansamblu anonim (Categorie: locuire civilă) (Tip: Așezare)                                     | sat Ostrovu, comuna Valea Argovei | Valea Căpitanului             | Sântana de Mureș-Cerneahov           | Done Șerbănescu, George Trohani 1972 | 44°19′34″N 26°47′49″E / 44.32611°N 26.79685°E | Încărcați imagine | Raportați eroare |
| 105749.01.04                           | Situl arheologic de la Ostrovu-"Valea Căpitanului" / ansamblu anonim (Categorie: locuire civilă) (Tip: Așezare)                                     | sat Ostrovu, comuna Valea Argovei | Valea Căpitanului             | Dridu                                | Done Șerbănescu, George Trohani 1972 | 44°19′34″N 26°47′49″E / 44.32611°N 26.79685°E | Încărcați imagine | Raportați eroare |
| 105749.01.01                           | Situl arheologic de la Ostrovu-"Valea Căpitanului" / ansamblu anonim (Categorie: locuire civilă) (Tip: Așezare)                                     | sat Ostrovu, comuna Valea Argovei | Valea Căpitanului             |                                      | Done Șerbănescu, George Trohani 1972 | 44°19′34″N 26°47′49″E / 44.32611°N 26.79685°E | Încărcați imagine | Raportați eroare |
| 105749.02.01                           | Necropolă medievală de la Ostrovu / ansamblu anonim (Categorie: descoperire funerară) (Tip: necropola)                                              | sat Ostrovu, comuna Valea Argovei |                               | sec. XV- XVII                        | 1983                                 | 44°19′46″N 26°47′04″E / 44.32936°N 26.78431°E | Încărcați imagine | Raportați eroare |
| 105749.03.01                           | Situl arheologic de la Ostrovu / ansamblu anonim (Categorie: locuire civilă) (Tip: Așezare)                                                         | sat Ostrovu, comuna Valea Argovei |                               | Sântana de Mureș - Cerneahov         | Done Șerbănescu, George Trohani 1972 | 44°19′50″N 26°47′37″E / 44.33061°N 26.79364°E | Încărcați imagine | Raportați eroare |
| 105749.03.02                           | Situl arheologic de la Ostrovu / ansamblu anonim (Categorie: locuire civilă) (Tip: Așezare)                                                         | sat Ostrovu, comuna Valea Argovei |                               | Dridu sec. IX-XI                     | Done Șerbănescu, George Trohani 1972 | 44°19′50″N 26°47′37″E / 44.33061°N 26.79364°E | Încărcați imagine | Raportați eroare |
| 105749.04.01                           | Așezarea Latene de la Ostrovu / ansamblu anonim (Categorie: locuire civilă) (Tip: Așezare)                                                          | sat Ostrovu, comuna Valea Argovei |                               | Coslogeni                            | Done Șerbănescu, George Trohani 1972 | 44°19′50″N 26°47′53″E / 44.3305°N 26.79792°E  | Încărcați imagine | Raportați eroare |
| 105749.04.02                           | Așezarea Latene de la Ostrovu / ansamblu anonim (Categorie: locuire civilă) (Tip: Așezare)                                                          | sat Ostrovu, comuna Valea Argovei |                               | geto-dacică sec. IV-III a.Chr        | Done Șerbănescu, George Trohani 1972 | 44°19′50″N 26°47′53″E / 44.3305°N 26.79792°E  | Încărcați imagine | Raportați eroare |
| 105749.05.01                           | Situl arheologic de la Ostrovu / ansamblu anonim (Categorie: locuire civilă) (Tip: Așezare)                                                         | sat Ostrovu, comuna Valea Argovei |                               | Coslogeni                            | Done Șerbănescu, George Trohani 1972 | 44°20′11″N 26°47′17″E / 44.33647°N 26.78819°E | Încărcați imagine | Raportați eroare |
| 105749.05.02                           | Situl arheologic de la Ostrovu / ansamblu anonim (Categorie: locuire civilă) (Tip: Așezare)                                                         | sat Ostrovu, comuna Valea Argovei |                               | Dridu sec. IX-XI                     | Done Șerbănescu, George Trohani 1972 | 44°20′11″N 26°47′17″E / 44.33647°N 26.78819°E | Încărcați imagine | Raportați eroare |
| 105749.05.03                           | Situl arheologic de la Ostrovu / ansamblu anonim (Categorie: locuire civilă) (Tip: Așezare)                                                         | sat Ostrovu, comuna Valea Argovei |                               | sec. XVI-XVII                        | Done Șerbănescu, George Trohani 1972 | 44°20′11″N 26°47′17″E / 44.33647°N 26.78819°E | Încărcați imagine | Raportați eroare |
| 100629.05.01                           | Carantina din perioada modernă de la Oltenița-pasarela peste Argeș / ansamblu Carantina Oltenița (Categorie: fortificație) (Tip: construcție)       | municipiul Oltenița               | Pasarela peste Argeș          | sec. XVIII - XIX                     |                                      | 44°06′58″N 26°40′20″E / 44.11611°N 26.67222°E | Încărcați imagine | Raportați eroare |
| 100629.06.01                           | Necropola eneolitică de la Oltenița-fostele grajduri Calomfirescu / ansamblu anonim (Categorie: descoperire funerară) (Tip: necropola de inhumație) | municipiul Oltenița               | fostele grajduri Calomfirescu | Gumelnița                            | 1958-1959                            | 44°03′55″N 26°37′30″E / 44.06528°N 26.625°E   | Încărcați imagine | Raportați eroare |
| 100629.07.01                           | Așezarea Tei de la Oltenița-vizavi de Măgura Gumelnița / ansamblu anonim (Categorie: locuire) (Tip: așezare deschisă)                               | municipiul Oltenița               | vizavi de Măgura Gumelnița    | Tei - III-IV                         | 1958 - 1960                          | 44°07′16″N 26°39′58″E / 44.12111°N 26.66611°E | Încărcați imagine | Raportați eroare |
| 100629.08.01                           | Situl arheologic de la Oltenița-vizavi de "Coada Lupului" / ansamblu anonim (Categorie: locuire) (Tip: așezare)                                     | municipiul Oltenița               | vizavi de "Coada Lupului"     | getică sec. II - I a. Chr.           | 1961                                 | 44°07′30″N 26°38′53″E / 44.125°N 26.64806°E   | Încărcați imagine | Raportați eroare |
| 100629.08.02                           | Situl arheologic de la Oltenița-vizavi de "Coada Lupului" / ansamblu anonim (Categorie: locuire) (Tip: așezare)                                     | municipiul Oltenița               | vizavi de "Coada Lupului"     | Sântana de Mureș - Cerneahov sec. IV | 1961                                 | 44°07′30″N 26°38′53″E / 44.125°N 26.64806°E   | Încărcați imagine | Raportați eroare |
| 100629.09.01                           | Așezare Dridu de la Oltenița-Puțul de Cărămidă / ansamblu anonim (Categorie: locuire) (Tip: așezare)                                                | municipiul Oltenița               | Puțul de Cărămidă             | Dridu                                | 1961                                 | 44°07′17″N 26°39′06″E / 44.12139°N 26.65167°E | Încărcați imagine | Raportați eroare |
| 100629.10.01                           | Necropola medievală de la Oltenița-Rățărie / ansamblu anonim (Categorie: descoperire funerară) (Tip: Necropolă)                                     | municipiul Oltenița               | Rățărie                       | sec. XVI                             | 2005                                 | 44°08′26″N 26°37′13″E / 44.14056°N 26.62028°E | Încărcați imagine | Raportați eroare |
| 100629.11.01                           | Siliștea medievală de la Oltenița-"Potcoava" / ansamblu anonim (Categorie: locuire) (Tip: așezare)                                                  | municipiul Oltenița               | Potcoava                      | sec. XVI-XVII                        | 1960                                 | 44°08′31″N 26°37′18″E / 44.14194°N 26.62167°E | Încărcați imagine | Raportați eroare |
| 100629.12.01                           | Situl arheologic de la Oltenița-Conacul Calomfirescu / ansamblu anonim (Categorie: locuire) (Tip: așezare)                                          | municipiul Oltenița               | Conacul Calomfirescu          | Boian - Vidra                        | 1960                                 | 44°06′53″N 26°40′30″E / 44.11472°N 26.675°E   | Încărcați imagine | Raportați eroare |
| 100629.12.02                           | Situl arheologic de la Oltenița-Conacul Calomfirescu / ansamblu anonim (Categorie: locuire) (Tip: așezare)                                          | municipiul Oltenița               | Conacul Calomfirescu          | Gumelnița - A1                       | 1960                                 | 44°06′53″N 26°40′30″E / 44.11472°N 26.675°E   | Încărcați imagine | Raportați eroare |
| 100629.13.01                           | Așezarea Dridu de la Oltenița-Bataluri / ansamblu anonim (Categorie: locuire) (Tip: așezare)                                                        | municipiul Oltenița               | Bataluri                      | Dridu                                | 1960                                 | 44°06′57″N 26°40′45″E / 44.11583°N 26.67917°E | Încărcați imagine | Raportați eroare |
| 102963.02.01                           | Așezare getică de la Orăști / ansamblu anonim (Categorie: locuire) (Tip: așezare)                                                                   | sat Orăști, comuna Frumușani      |                               | getică sec. II - I a. Chr.           | 1964                                 | 44°18′56″N 26°17′09″E / 44.31556°N 26.28583°E | Încărcați imagine | Raportați eroare |